# 도미우라정
도미우라정(富浦町)은 지바현 아와군에 존재했던 정이다. 다테야마 도시권에 속했다. 
도미우라정은 풍부한 해산물을 기원하는 뜻에서 유례되었다.
2006년 헤이세이의 대합병에 의해 폐지되어 미나미보소시의 일부가 되었다.「도미우라 정」의 이름은 미나미보소시에 포함되는 구 정역의 정역의 관칭으로 남아 있다. 덧붙여 현재의 미나미보소 시청은 구 도미우라 동사무소 건물을 이용하고 있다.
본 항에서는 1889년의 정촌제 시행에 의해 성립한 도미우라 촌(당시는 히라 군 소속), 1933년에 도미우라 촌이 정으로 승격해 성립하였고 제1차 도미우라 정, 1955년에 제1차 도미우라 정과 야츠카 촌이 합병해 제2차 도미우라 정이 성립하였다.

## 지리
도미우라 정(이하 특별한 거절이 없는 한 헤이세이의 대합병까지 존재했던 2대 도미우라 정을 가리킨다)은 보소 반도의 남부에 위치하고 있던 정이다.기후는 온난하다.
정역의 서쪽은, 남북 10 km에 걸쳐 도쿄만(우라가 수도)에 면하고, 나머지 삼면이 산으로 둘러싸여 있다. 북부에는 나무뿌리고개(181m)를 지나는 동서산맥, 동부에는 지구 최고점인 아오키산(215M)을 포함하여 남북으로 달리는 200m급 산맥, 남부에는 도야마산을 지나는 동서의 소구릉이 있다. 정역 북부(도요오카 이북)는 수천 년 전부터 융기를 거듭해 온 단구가 형성되어[2], 산이 다가오는 지형을 이루고 있다.도로도 협애하고 산사태 위험성도 많아 국도·철도 모두 규제가 많다. 오카모토 강과 그 지류는 동부(하츠카 지구)에 하안단구를, 하류부에 평야를 만들어 내어 토미우라 만으로 흘러든다
남서부에서 오부사 미사키가 우라가 수도에 돌출되어 있어 도미우라 만을 안고 있다. 오보사키 이남은 다테야마 만에 접해 있다.

## 역사
- 1889년 4월 1일 - 정촌제 시행과 함께 4촌이 합병해 히라군 도미우라촌이 성립하였다.
- 1897년 4월 1일 - 히라군이 아와군에 편입되었다.
- 1933년 4월 3일 - 정으로 승격해 도미우라정이 되었다.
- 1955년 3월 31일 - 도미우라정과 야쓰카촌 등 2개 정·촌이 합병, 새로운 도미우라정이 2번째로 성립하였다.
- 2006년 3월 20일 - 도미야마정, 미요시촌, 마루야마정, 와다정, 지쿠라정, 시라하마정과 합병해 미나미보소시가 신설돼. 당일 도미우라정은 폐지되었다.

## 교통

### 철도
- 동일본 여객철도
  - 우치보 선

### 도로
- 국도 제127호선